# اکوئیتوس (کنسول)
اکوئیتوس، یا آکوئیتوس، مگیستر میلیتوم یا (استاد سربازان) در فرمانداری پرایتوری ایلیریکوم امپراتوری روم بود. 

## مقام
زادۀ پانونیا، او همراه با امپراتور آینده والنتینین یکم به عنوان اسکوتاریوس خدمت کرد (یا به عنوان سرباز هنگ). او که یکی از پشتیبانان اصلی والنتین بود، در سال 364، امپراتور نو اکوئیتوس را به مقام مگیستری میلیتوم در فرمانداری پرایتوری ایلیریکوم منتصب کرد. زمانی که پروکوپیوس علیه والنتین شورید، اکوئیتوس به والنتین وفادار ماند. پروکوپیوس فرستادگانی را به سربازان ایلریایی فرستاد تا مطمئن شود که از او پشتیبانی میکنند، اما اکوئیتوس آنها را محاصره کرده و میکشد. .والنتین اکوئیتوس را در سال 374 به کنسولگری منصوب کرد. او برای آخرین بار در منطقه ایلیریکوم در سال 384 دیده شده است. 

## مرجع
1. ↑  PLRE I p. 282
2. 1 2  Lenski 2014, p. 57.
3. 1 2  Coombs–Hoar 2015, p. 23.
4. ↑  PLRE I p. 282

## مابع
- Coombs–Hoar, Adrian (2015). Eagles in the Dust: The Roman Defeat at Adrianopolis AD 378. Pen and Sword. ISBN 978-1-78159-088-1.
- Lenski, Noel (2014). Failure of Empire: Valens and the Roman State in the Fourth Century A.D. University of California Press. ISBN 978-0-520-23332-4.

| پیشین: والنتینیان یکم IV والنس IV | کنسولگری روم 374 با گراتیان | پسین: والنس V والنتینیان دوم in 376 |